# Замок Буффавен (Верхня Савоя)
Замок Буффавен (фр. Château de Buffavent або Buffavens) — фортеця XV століття в селищі Люллі, департамент Верхня Савоя, регіон Овернь-Рона-Альпи у Франції.

## Назва
Французькою мовою назва замку пишеться двома способами: Buffavent та Buffavens. З арпітанської (франко-провансальської) мови перекладається приблизно як Дуйвітер — така назва означає те, що там, де замок побудований, сильно дме вітер.

## Розташування
Замок Буффавент розташований за 800 метрів на північний захід від селища Люллі і знаходиться на межі лісу, який розмежовує селище із пагорбом Шаванекс.

## Історія
Укріплена споруда — колишній мисливський будинок родини Ланженів, побудований у XV столітті, приблизно в 1498 році.
Сеньйор Луї де Ланжен поділив своє майно між дванадцятьма дітьми. Сини Етьєн та Гіг успадкували замок та домен. Філібер де Ланжен, син Гіга, був останнім спадкоємцем замку з роду Ланженів, оскільки він та його дядько Етьєн не мали дітей-чоловіків. Власність переходить до родів, із представниками яких одружилися сестри Філібера — Антуанетта (чоловік — Аймон де Бельгард) та Луїза (чоловік — Жан де Сервен).
1590 року замок захопили солдати із Женеви.
16 травня 1660 року остання спадкоємиця замку Жанна де Бельгард залишила споруду своєму другому чоловікові — Луї де Сейсселю. Філіппіна-Франсуаза де Сейссель, дочка Луї, успадкувала замок в 1729 році. Вона одружилася із Шарлем Жербе де Сонна, який також успадкував володіння і передав його своєму племіннику Янусу.
Янус та Жозеф де Жербе де Сонна переоблаштували колишній мисливський будинок у XVIII столітті.
Жозефіна де Сонна, баронеса де Ліве, передала замок своїм двоюрідним братам — графові Жербе де Сонна д'Абере, дивізійному генералові, та графові Шарлю-Альберту Жербе де Сонна. У власності родини Жербе де Сонна замок залишався до 1922 року.
1923 року замок став власністю Філібера Вуарньоса (22 березня 1891 — 30 червня 1981). Він перепродав його у 1944 році[джерело?].
З 24 січня 1944 року споруда має статус історичної пам'ятки.
Від кінця XX століття до 2012 року тривала реконструкція замку, проведена доктором Жаном-Люком де Морлузом.
Згідно із розслідуванням української програми «Схеми» від 20 квітня 2023 року, замком володіє компанія SCI DE Buffavent, засновником якої з 2014 року вважається компанія з Монако Lully Real Estate, власницею якої є Лариса Черток — сестра українського олігарха Ігоря Коломойського.

## Опис
У своїй муніципальній монографії абат Троссе описує будівлю так: «Розташування замку, його архітектура, територія, прилегла до нього, його сусідство — все говорить про те, що загалом Буффавен був місцем мисливських зустрічей, побудованим на краю лісу».
Замок має типову для регіону чотирикутну форму; в чотирьох кутах до нього прибудовані круглі вежі-турелі.
На вхідних дверях зображено герб родини Ланженів, які першими володіли замком, а на стінах споруди збереглися сліди від снарядів женевських солдатів, які захопили замок у 1590 році.